# Rienecké hrabství
Rienecké hrabství, či Hrabství Rieneck (německy Grafschaft Rieneck) bylo ve středověku hrabství na území Svaté říše římské v oblasti Dolních Frank, kterou vlastnili hrabata z Rienecku.

## Historie

### Mezi rokem 1168 a reformací
S rozšířením pevnosti v Rienecku v roce 1168 si hrabě Ludvík I. z Loonu a Rienecku vybral jako centrum své vlády město s hradem Rieneck, které bylo brzy označováno jako hrabství Rieneck. Hrad Rieneck byl jedním z nejdůležitějších opevnění ve würzburském regionu. Sídlem kraje však bylo od poloviny 13. století byl Lohr am Main, přesněji hrad Lohr.
Na konci 13. století k hrabství náležela velká část Spessartu, části Mohanského trojúhelníku (Maindreieck), „francká deska“ východně od Mainvierecku, oblast kolem Grünsfeldu a oblast z Nahe do Steigerwaldu. Až do roku 1271 k hrabství patřilo také Steinau an der Straße. Spor mezi mohučskými arcibiskupy a hrabaty z Rienecku o moc v západním Spessartu skončil toho roku vítězstvím mohučského arcibiskupa Wernera z Eppsteinu. Součástí mírové dohody bylo, že se hraběnka Alžběta z Rienecku provdala za Oldřicha I. Hanavského, spojence arcibiskupa v Mohuči, s bohatým trousseau, jehož součástí bylo město Steinau an der Strasse.  V roce 1366 se hrabství Rieneck stalo mohučským lénem.

### Reformace a zánik hraběcí rodiny
Martin Luther a Filip Melanchthon hraběti Filipovi z Rienecku doporučili teologa Johanna Konrada Ulmera, aby na jeho panství zavedl reformační učení. 28. listopadu 1543 byl ve Wittenbergu vysvěcen Johannesem Bugenhagenem. Jeho činnost hraběcího dvorního kazatele v Lohru měla dalekosáhlé důsledky. Během jeho činnosti bylo nakonec v roce 1544 město a poté celé hrabství bez použití násilí reformováno.
Hrabě Filip III. z Rienecku úzce spolupracoval s hrabětem Filipem III. Hanavským (1526–1561) v otázkách reformace a dalších oblastech. Když bylo zřejmé, že hrabě z Rienecku zemře bez mužského dědice, požádal císaře Karla V. o případný převod lén na Hanavské a ten souhlasil. Ve témže roce však abdikoval a jeho nástupce Ferdinand I. nebyl schopen ujednání potvrdit, neboť chyběla odpovídající listina. Hrabě Filip III. z Rienecku zemřel jako poslední mužský člen své rodiny 3. září 1559 a Filip III. z Hanavy-Münzenbergu nemohl vymáhat své dědické nároky, léna tudíž připadla zpět Mohučskému kurfiřtství a biskupství ve Würzburgu. Od té doby byl Lohr administrativním sídlem mohučské vlády Rieneckého hrabství a Filip III z Hanavy-Münzenbergu převzal erb a jméno Rienecků do své titulatury.
Spor o dědictví však pokračoval i nadále. Nakonec vzniklo kondominium, které ze ¾ vlastnil mohučskému kurfiřtovi a z ¼ hanavsko-münzenberskému hraběti. Mohučskou část v roce 1673 odkoupil český hrabě Jan Hartvík z Nostic. V roce 1803 svůj podíl prodal dalším českým hrabatům z Colloreda a z Mansfeldu, kteří tak pro své panství dosáhli císařské bezprostřednosti.
V roce 1815 celé území Rieneckého hrabství připadlo Bavorsku.
- Hrabství Loon
- Dorothea z Rienecku
- Nostic-Rieneck